# Secretum secretorum

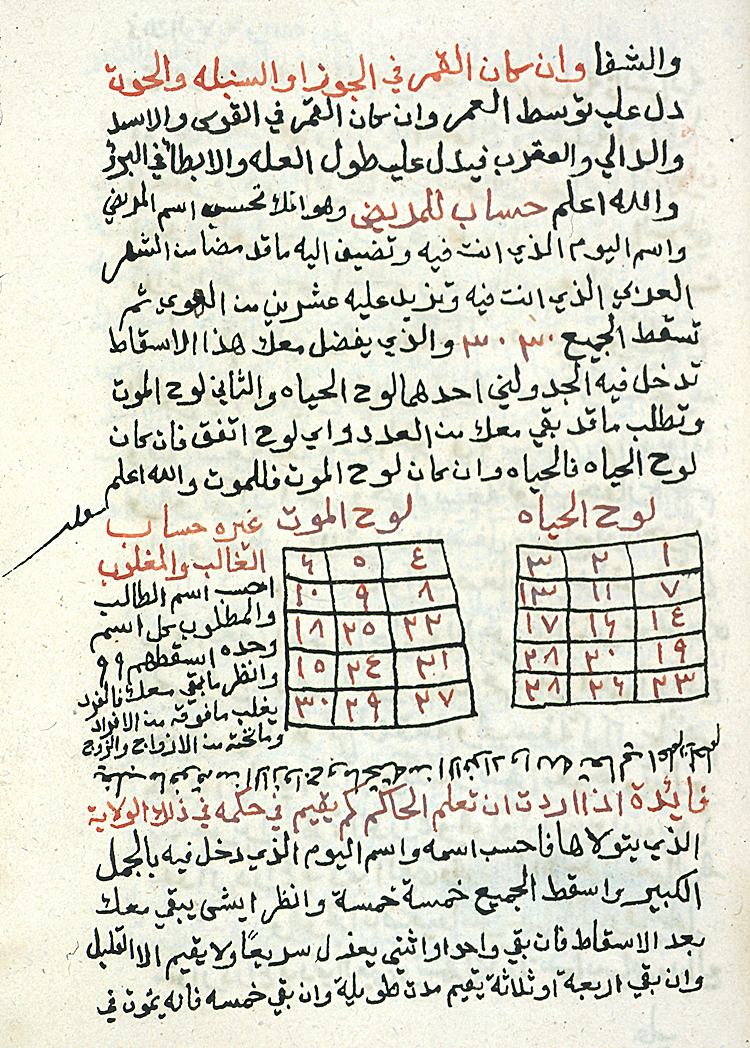
Seite aus dem Secretum secretorum (Kitâb Sirr al-asrâr)

Das pseudo-aristotelische Kompendium Secretum secretorum (deutsch: Geheimnis der Geheimnisse; arabisch kurz Sirr al-asrar genannt) ist ein angeblich von dem antiken Philosophen Aristoteles verfasstes Sammelwerk. Es enthält eine enzyklopädische Geheimlehre, die aus verschiedenen Quellen kompiliert wurde und in Anlage und Form deutlich orientalische Züge aufweist. Der Text weist Widersprüche und Wiederholungen auf. Die Schrift wurde im 10. Jahrhundert in syrischen, persisch beeinflussten hermetischen Kreisen konzipiert und zusammengestellt. Die arabische Fassung, die als Kitāb as siyāsah fī tadbīri-r-riʿāsati 'l-maʿruf bi-Sirri-l-ʿasrār („Das Buch der Politik zum Regieren, bekannt unter dem Namen Geheimnis der Geheimnisse“) bekannt ist, wurde in der ersten Hälfte des 13. Jahrhunderts durch Philippus Clericus Tripolitanus, der das Werk vermutlich 1234 in Antiochia gefunden hatte vollständig ins Lateinische übersetzt und dem Bischof Guido von Tripolis gewidmet. Eine Teilübersetzung, die (vermutlich von Johannes Hispalensis bzw. Johannes Hispanus) zwischen 1135 und 1142 vorgenommen wurde, kursierte unter dem Namen Epistula ad Alexandrum.
In der Vorrede wird das Secretum als geheime Lehre des Aristoteles an seine engsten Schüler bezeichnet. Da niemand an dieser Autorzuschreibung zweifelte, konnte diese Schrift wie die authentischen Schriften des berühmten Philosophen starken Einfluss auf das Denken im lateinischen Abendland nehmen. Nur im Rahmen der allgemeinen Rezeption des aristotelischen Gesamtwerks im Hochmittelalter kann die Bedeutung vor allem der pseudoaristotelischen Diätetik, unter anderem den Zwölfmonatsregeln vergleichbare Vier-Jahres-Regeln enthaltend, für die spätmittelalterliche Fachliteratur begriffen werden.

## Übersetzungen, Rezeption
Eine Zisterzienserin, ohne hinreichenden Grund mit einer um 1255 geborenen Hiltgard oder Hildegard von Hürnheim aus dem Adelsgeschlecht von Hürnheim gleichgesetzt, aus dem Zisterzienser-Kloster Zimmern im Landkreis Nördlingen erarbeitete die vermutlich älteste vollständige Übersetzung aus dem Lateinischen ins Mittelhochdeutsche. Diese 1282 beendete Arbeit blieb allerdings von schwacher Wirkung. Die meisten volkssprachigen Secreta aus dem späten Mittelalter, oft moralisch-didaktischen Inhalts wie die Übersetzungen der Documenta Aristotilis ad Alexandrum Magnum im 15. Jahrhundert, orientieren sich – wie zum Beispiel schon die zirka 450-versige poetische Bearbeitung durch einen Michael Gernpaß aus dem bairisch-österreichischen Sprachraum in der zweiten Hälfte des 14. Jahrhunderts – kaum am lateinischen Wortlaut. Darum sind direkte Übernahmen oder Übersetzungen in aller Regel nicht mehr festzustellen. Eine Abhängigkeit vom arabischen Urtext ist häufig gar nicht mehr nachweisbar. Schließlich beginnen sich die Jahreszeitenlehren der Secreta zum Ausgang des Mittelalters gänzlich zu verselbständigen; es existiert eine Überlieferungsgemeinschaft mit den verbreiteten Zwölfmonatsregeln. Die Textgeschichte der Secreta Secretorum ist sowohl für die lateinische als auch die volkssprachige Tradition außerordentlich verworren. Deutsche Druckausgaben wurden beispielsweise von 1530 bis 1533 in Augsburg unter der Redaktion von Johann Lorchner (Rat und mathematicus, d. h. Astrologe, von Kaiser Maximilian I.) herausgegeben, deren Text jedoch eine ältere Übersetzung wiedergibt. Der Textkern der arabischen Urfassung geht zurück auf den um 730 entstandenen Briefroman Rasāʿ il Arisṭāṭālīsa ʿīlā 'l-Iskandar.